# Shawn Belle
Shawn James Robert Belle (né le 3 janvier 1985 à Edmonton, dans la province de l'Alberta au Canada) est un joueur professionnel canadien de hockey sur glace.

## Carrière
Choix de premier tour en 2003 par les Blues de Saint-Louis de la Ligue nationale de hockey, il entreprit sa carrière junior dans l'Ouest canadien. Il participe avec l'équipe LHOu au Défi ADT Canada-Russie en 2003 et 2004. Il fut échangé aux Stars de Dallas en 2004, avant même d'avoir signé son premier contrat professionnel. Il commença sa carrière professionnelle la saison suivante, avec le club-école des Stars, les Stars de l'Iowa de la Ligue américaine de hockey. En cours de saison, il changera d'adresse, étant échangé au Wild du Minnesota. Il passera trois saisons avec le Wild, jouant principalement avec le club-école, mais réussissant tout de même à jouer neuf parties dans la LNH. En juillet 2008, il fut à nouveau échangé, cette fois aux Canadiens de Montréal.
Le 13 juillet 2010, il signe un contrat en tant qu'agent libre avec les Oilers d'Edmonton.
Au niveau international, il représenta le Canada à trois reprises à des championnats mondiaux juniors, remportant une médaille d'argent et deux médailles d'or.

## Statistiques

### En club
| Saison     | Équipe                      | Ligue      |    | Saison régulière | Saison régulière | Saison régulière | Saison régulière | Saison régulière |   | Séries éliminatoires | Séries éliminatoires | Séries éliminatoires | Séries éliminatoires | Séries éliminatoires |
| Saison     | Équipe                      | Ligue      | PJ | B                | A                | Pts              | Pun              | PJ               | B | A                    | Pts                  | Pun                  |                      |                      |
| 1999-2000  | Knights of Columbus Squires | AMBHL      | 34 | 7                | 20               | 27               | 36               |                  |   |                      |                      |                      |                      |                      |
| 2000-2001  | Knights of Columbus Squires | AMBHL      | 39 | 18               | 30               | 48               | 69               |                  |   |                      |                      |                      |                      |                      |
| 2000-2001  | Pats de Regina              | LHOu       | 4  | 0                | 3                | 3                | 0                |                  |   |                      |                      |                      |                      |                      |
| 2000-2001  | Americans de Tri-City       | LHOu       | 2  | 0                | 1                | 1                | 0                |                  |   |                      |                      |                      |                      |                      |
| 2001-2002  | Americans de Tri-City       | LHOu       | 64 | 1                | 17               | 18               | 51               | 5                | 2 | 1                    | 3                    | 2                    |                      |                      |
| 2002-2003  | Americans de Tri-City       | LHOu       | 66 | 7                | 14               | 21               | 77               |                  |   |                      |                      |                      |                      |                      |
| 2003-2004  | Americans de Tri-City       | LHOu       | 55 | 9                | 20               | 29               | 68               | 11               | 3 | 5                    | 8                    | 15                   |                      |                      |
| 2004-2005  | Americans de Tri-City       | LHOu       | 62 | 13               | 32               | 45               | 76               | 5                | 1 | 1                    | 2                    | 6                    |                      |                      |
| 2005-2006  | Stars de l'Iowa             | LAH        | 45 | 1                | 2                | 3                | 63               |                  |   |                      |                      |                      |                      |                      |
| 2005-2006  | Aeros de Houston            | LAH        | 16 | 1                | 1                | 2                | 18               | 8                | 1 | 0                    | 1                    | 4                    |                      |                      |
| 2006-2007  | Aeros de Houston            | LAH        | 57 | 4                | 14               | 18               | 73               |                  |   |                      |                      |                      |                      |                      |
| 2006-2007  | Wild du Minnesota           | LNH        | 9  | 0                | 1                | 1                | 0                |                  |   |                      |                      |                      |                      |                      |
| 2007-2008  | Aeros de Houston            | LAH        | 63 | 1                | 2                | 3                | 74               | 3                | 0 | 0                    | 0                    | 2                    |                      |                      |
| 2008-2009  | Bulldogs de Hamilton        | LAH        | 60 | 3                | 10               | 13               | 93               | 6                | 1 | 0                    | 1                    | 16                   |                      |                      |
| 2009-2010  | Bulldogs de Hamilton        | LAH        | 70 | 3                | 16               | 19               | 69               | 19               | 1 | 6                    | 7                    | 20                   |                      |                      |
| 2009-2010  | Canadiens de Montréal       | LNH        | 2  | 0                | 0                | 0                | 0                |                  |   |                      |                      |                      |                      |                      |
| 2010-2011  | Barons d'Oklahoma City      | LAH        | 39 | 3                | 17               | 20               | 61               |                  |   |                      |                      |                      |                      |                      |
| 2010-2011  | Monsters du lac Érié        | LAH        | 12 | 3                | 3                | 6                | 8                | 7                | 0 | 3                    | 3                    | 8                    |                      |                      |
| 2010-2011  | Oilers d'Edmonton           | LNH        | 5  | 0                | 0                | 0                | 0                |                  |   |                      |                      |                      |                      |                      |
| 2010-2011  | Avalanche du Colorado       | LNH        | 4  | 0                | 0                | 0                | 2                |                  |   |                      |                      |                      |                      |                      |
| 2011-2012  | Adler Mannheim              | DEL        | 46 | 3                | 5                | 8                | 87               | 14               | 1 | 3                    | 4                    | 14                   |                      |                      |
| 2012-2013  | Adler Mannheim              | DEL        | 42 | 2                | 7                | 9                | 68               | 3                | 0 | 1                    | 1                    | 2                    |                      |                      |
| 2013-2014  | Färjestads BK               | SHL        | 39 | 3                | 3                | 6                | 62               | 14               | 0 | 1                    | 1                    | 18                   |                      |                      |
| 2014-2015  | Düsseldorfer EG             | DEL        | 28 | 0                | 3                | 3                | 22               | 12               | 2 | 4                    | 6                    | 8                    |                      |                      |
| Totaux LNH | Totaux LNH                  | Totaux LNH | 20 | 0                | 1                | 1                | 2                |                  |   |                      |                      |                      |                      |                      |

### En équipe nationale
| Année | Équipe | Compétition                                     |   | PJ | B | A | Pts | Pun               |  | Résultat |
| 2003  | Canada | Championnat du monde junior des moins de 18 ans | 7 | 1  | 1 | 2 | 0   | Médaille d'or     |  |          |
| 2004  | Canada | Championnat du monde junior                     | 6 | 0  | 1 | 1 | 0   | Médaille d'argent |  |          |
| 2005  | Canada | Championnat du monde junior                     | 6 | 1  | 0 | 1 | 6   | Médaille d'or     |  |          |

## Transactions en carrière
- 24 juin 2004 : droits échangés aux Stars de Dallas par les Blues de Saint-Louis en retour de Jason Bacashihua.
- 9 mars 2006 :  échangé au Wild du Minnesota par les Stars de Dallas avec Martin Škoula en retour de Willie Mitchell et d'un choix de 2e ronde (Nico Saccheti) lors du repêchage d'entrée dans la LNH en 2007.
- 11 juillet 2008 : échangé aux Canadiens de Montréal par le Wild du Minnesota en retour de Corey Locke.
- 13 juillet 2010 : signe un contrat en tant qu'agent libre avec les Oilers d'Edmonton.